# Surrey (Columbia Britannica)
Surrey (394 976 abitanti al censimento del 2006) è una  città canadese nella provincia della Columbia Britannica che si trova nel distretto della Grande Vancouver (Metro Vancouver), ed è situata geograficamente al centro di una più vasta regione conosciuta come la Lower Mainland della Columbia Britannica. È la seconda città più grande della provincia per popolazione dopo la città di Vancouver.

## Geografia fisica
I sei centri urbani che la compongono sono: Fleetwood, Whalley, Guildford, Newton, Cloverdale e South Surrey.

## Amministrazione

### Gemellaggi
Dongjak-gu (Distretto di Seul, Corea del Sud)